# Fonction objectif

comparaison de certains substituts de la fonction de perte

Le terme fonction objectif,, fonction économique ou fonction de coût, est utilisé en optimisation mathématique et en recherche opérationnelle pour désigner une fonction qui sert de critère pour déterminer la meilleure solution à un problème d'optimisation. Elle associe une valeur à une instance d'un problème d'optimisation. Le but du problème d'optimisation est alors de minimiser ou de maximiser cette fonction jusqu'à l'optimum, par différents procédés comme l'algorithme du simplexe.
Par exemple :
- en mécanique, le rapport Poids/Puissance,
- dans les réseaux de télécommunication, la fonction objectif "Nombre de routeurs traversés" couramment utilisée pour calculer des chemins optimaux au travers d'un réseau informatique. La fonction objectif considérée associe à chaque chemin dans le réseau le nombre de routeurs que ce chemin traverse. Le but est alors de trouver un chemin qui minimise cette fonction.